# Rot-Weiss Essen 1981-1982
Questa voce raccoglie le informazioni riguardanti il Rot-Weiss Essen nelle competizioni ufficiali della stagione 1981-1982.

## Stagione
Nella stagione 1981-1982 il Rot Weiss Essen, allenato da Aleksander Mandziara, concluse il campionato di 2. Bundesliga al 11º posto. In Coppa di Germania il Rot Weiss Essen fu eliminato agli ottavi di finale dal Borussia M'gladbach.

## Rosa
| N. |                     | Ruolo | Calciatore              |
| -- | ------------------- | ----- | ----------------------- |
|    | Germania (bandiera) | P     | Carsten Hallmann        |
|    | Germania (bandiera) | P     | Werner Scholz           |
|    | Germania (bandiera) | D     | Karl-Heinz Gundersdorff |
|    | Germania (bandiera) | D     | Matthias Herget         |
|    | Germania (bandiera) | D     | Dietmar Klinger         |
|    | Germania (bandiera) | D     | Ingo Pickenäcker        |
|    | Germania (bandiera) | D     | Dirk Pusch              |
|    | Germania (bandiera) | D     | Karl Richter            |
|    | Germania (bandiera) | D     | Christian Rolnik        |
|    | Germania (bandiera) | C     | Dirk Bakalorz           |
|    | Germania (bandiera) | C     | Jürgen Kaminsky         |
|    | Germania (bandiera) | C     | Andreas Keina           |
|    | Germania (bandiera) | C     | Ulrich Kempen           |

| N. |                     | Ruolo | Calciatore         |
| -- | ------------------- | ----- | ------------------ |
|    | Germania (bandiera) | C     | Reinhold Metzger   |
|    | Germania (bandiera) | C     | Jürgen Stemmer     |
|    | Germania (bandiera) | C     | Dieter Suchanek    |
|    | Germania (bandiera) | C     | Heinz-Hermann Ufer |
|    | Germania (bandiera) | A     | Ralf Bugla         |
|    | Germania (bandiera) | A     | Gregor Grillemeier |
|    | Germania (bandiera) | A     | Thomas Lander      |
|    | Germania (bandiera) | A     | Dieter Schostock   |
|    | Germania (bandiera) | A     | Jürgen Sekula      |
|    | Germania (bandiera) | A     | Karl-Heinz Timmler |
|    | Germania (bandiera) | A     | Timo Ulitzka       |
|    | Germania (bandiera) | A     | Jürgen Wegmann     |

## Organigramma societario
Area tecnica
- Allenatore: Aleksander Mandziara
- Allenatore in seconda:
- Preparatore dei portieri:
- Preparatori atletici:

## Calciomercato

### Sessione estiva
| Acquisti | Acquisti           | Acquisti        | Acquisti |
| R.       | Nome               | da              | Modalità |
| -------- | ------------------ | --------------- | -------- |
| A        | Thomas Lander      | Preußen Münster |          |
| A        | Gregor Grillemeier | Duisburg        |          |
| C        | Reinhold Metzger   | Union Solingen  |          |
| P        | Werner Scholz      | Bochum          |          |
| A        | Timo Ulitzka       | Duisburg        |          |

| Cessioni | Cessioni        | Cessioni            | Cessioni |
| R.       | Nome            | a                   | Modalità |
| -------- | --------------- | ------------------- | -------- |
| A        | Urban Klausmann | Freiburger          |          |
| D        | Helmut Kremers  | Calgary Boomers     |          |
| A        | Willi Lippens   | RW Oberhausen       |          |
| A        | Frank Mill      | Borussia M'gladbach |          |
| P        | Slavko Petrović | Wormatia Worms      |          |

### Sessione invernale
| Acquisti | Acquisti | Acquisti | Acquisti |
| R.       | Nome     | da       | Modalità |
| -------- | -------- | -------- | -------- |

| Cessioni | Cessioni | Cessioni | Cessioni |
| R.       | Nome     | a        | Modalità |
| -------- | -------- | -------- | -------- |

## Risultati

### 2. Bundesliga

#### Girone di andata
| Arbitro: | Luca |

|            |           |             |
| Bührer 54’ | Marcatori | 22’ Klinger |

| Arbitro: | Heitmann |

|                                     |           |  |
| Mahr 1’ (aut.) Grillemeier 84’, 86’ | Marcatori |  |

| Arbitro: | Meijerink |

|                                         |           |  |
| Schatzschneider 15’, 68’ Kleppinger 45’ | Marcatori |  |

| Arbitro: | Reichmann |

|                               |           |  |
| Herget 48’ (rig.) Richter 53’ | Marcatori |  |

| Arbitro: | Correll |

|                 |           |            |
| Fink 26’ (rig.) | Marcatori | 13’ Herget |

| Arbitro: | Luca |

|                             |           |                    |
| Grillemeier 16’ Richter 87’ | Marcatori | 8’ Remark 39’ Mohr |

| Arbitro: | Neuner |

|                             |           |  |
| Vittinghoff 54’ Grzelak 60’ | Marcatori |  |

| Arbitro: | Osmers |

|  |           |                       |
|  | Marcatori | 69’ Meisel 83’ Birner |

| Arbitro: | Roth |

|                                                                  |           |                             |
| Traser 14’ Pallaks 16’, 31’, 61’, 73’ Kempa 51’ (rig.) Hampl 67’ | Marcatori | 18’, 36’ Timmler 55’ Herget |

| Arbitro: | Walz |

|            |           |                |
| Klinger 5’ | Marcatori | 6’, 84’ Elgert |

| Arbitro: | Dellwing |

|                 |           |  |
| Grillemeier 26’ | Marcatori |  |

| Arbitro: | Jupe |

|             |           |            |
| Hofmann 35’ | Marcatori | 88’ Herget |

| Arbitro: | Schraivogel |

|                                                         |           |                       |
| Grillemeier 13’ Lander 54’ Gundersdorff 69’ Metzger 79’ | Marcatori | 24’ Gerban 84’ Wagner |

| Arbitro: | Glaw |

|                            |           |             |
| Kutzop 20’ (rig.) Walz 54’ | Marcatori | 90’ Klinger |

| Arbitro: | Waltert |

|                 |           |                                |
| Grillemeier 80’ | Marcatori | 22’, 44’, 63’ Völler 76’ Sidka |

| Arbitro: | Malbranc |

|                 |           |                 |
| Tune-Hansen 13’ | Marcatori | 64’ Grillemeier |

| Arbitro: | Theobald |

|                 |           |  |
| Grillemeier 86’ | Marcatori |  |

| Arbitro: | Schmidhuber |

|                           |           |             |
| Schwehr 41’, 80’ Linz 75’ | Marcatori | 88’ Timmler |

| Arbitro: | Michel |

|                 |           |  |
| Grillemeier 45’ | Marcatori |  |

#### Girone di ritorno
| Arbitro: | Retzmann |

|  |           |          |
|  | Marcatori | 43’ Hein |

| Arbitro: | Hellwig |

|             |           |                            |
| Schmitz 24’ | Marcatori | 20’ Herget 56’ Grillemeier |

| Essen 20 febbraio 1982, ore 19:00 CET 22ª giornata | Rot-Weiss Essen | 0 – 0 referto | Hannover 96 | Georg-Melches-Stadion (3 600 spett.)\| Arbitro: \| Sahner \| |
| Arbitro:                                           | Sahner          |               |             |                                                              |

| Arbitro: | Neuner |

|                         |           |                   |
| Kammer 70’ Oehrlein 88’ | Marcatori | 67’ (rig.) Herget |

| Arbitro: | Wiesel |

|                        |           |  |
| Herget 52’ Klinger 87’ | Marcatori |  |

| Arbitro: | Barnick |

|                                        |           |                         |
| Killmaier 28’ Remark 45’, 87’ Mohr 67’ | Marcatori | 32’ Richter 88’ Timmler |

| Arbitro: | Waltert |

|                                      |           |             |
| Wegmann 3’ Grillemeier 28’, 46’, 57’ | Marcatori | 16’ Schmitz |

| Arbitro: | Niebergall |

|                              |           |                 |
| Piller 80’ (rig.) Birner 86’ | Marcatori | 23’ Grillemeier |

| Arbitro: | Gabor |

|                                                   |           |                  |
| Richter 3’ Grillemeier 60’, 66’, 80’ Kaminsky 77’ | Marcatori | 25’ (rig.) Kempa |

| Arbitro: | Eli |

|           |           |             |
| Opitz 38’ | Marcatori | 32’ Richter |

| Arbitro: | Horeis |

|                                  |           |  |
| Finke 32’ Dreher 34’ Dienelt 68’ | Marcatori |  |

| Arbitro: | Glaw |

|             |           |                        |
| Metzger 10’ | Marcatori | 77’ Zimmer 88’ Hofmann |

| Arbitro: | Schmidhuber |

|             |           |                                            |
| Reiners 87’ | Marcatori | 3’ Ulitzka 41’ (rig.) Klinger 71’ Kaminsky |

| Arbitro: | Luca |

|             |           |          |
| Wegmann 30’ | Marcatori | 76’ Bein |

| Arbitro: | Meijerink |

|                                    |           |  |
| Sidka 43’ Völler 55’, 61’ Beer 59’ | Marcatori |  |

| Arbitro: | Reichmann |

|                                                            |           |                  |
| Klinger 13’ (rig.) Metzger 24’ Wegmann 52’, 65’ Herget 85’ | Marcatori | 19’, 75’ Lehmann |

| Arbitro: | Malbranc |

|          |           |                  |
| Lenz 50’ | Marcatori | 35’, 77’ Richter |

| Arbitro: | Zimmermann |

|                                      |           |                          |
| Bugla 6’, 36’ Klinger 25’ Herget 72’ | Marcatori | 48’ Löffler 55’ Obermann |

| Arbitro: | Ulm |

|  |           |            |
|  | Marcatori | 17’ Sekula |

### Coppa di Germania
| Arbitro: | Kohnen |

|                        |           |  |
| Herget 68’ Timmler 69’ | Marcatori |  |

| Arbitro: | Teichert |

|                                                        |           |                   |
| Lander 7’ Bugla 17’ Grillemeier 20’ Klinger 82’ (rig.) | Marcatori | 74’ (rig.) Thomas |

| Arbitro: | Risse |

|                                                    |           |               |
| Klinger 17’ Timmler 26’ Herget 79’ Grillemeier 89’ | Marcatori | 39’ Bruckmann |

| Arbitro: | Eschweiler |

|  |           |                                         |
|  | Marcatori | 56’, 61’ Pinkall 58’ Matthäus 81’ Bruns |

## Statistiche

### Statistiche di squadra
| Competizione      | Punti | In casa | In casa | In casa | In casa | In casa | In casa | In trasferta | In trasferta | In trasferta | In trasferta | In trasferta | In trasferta | Totale | Totale | Totale | Totale | Totale | Totale | DR |
| Competizione      | Punti | G       | V       | N       | P       | Gf      | Gs      | G            | V            | N            | P            | Gf           | Gs           | G      | V      | N      | P      | Gf     | Gs     | DR |
| ----------------- | ----- | ------- | ------- | ------- | ------- | ------- | ------- | ------------ | ------------ | ------------ | ------------ | ------------ | ------------ | ------ | ------ | ------ | ------ | ------ | ------ | -- |
| 2. Bundesliga     | 38    | 19      | 11      | 3       | 5       | 38      | 22      | 19           | 4            | 5            | 10           | 22           | 40           | 38     | 15     | 8      | 15     | 60     | 62     | -2 |
| Coppa di Germania | -     | 4       | 3       | 0       | 1       | 10      | 6       | 0            | 0            | 0            | 0            | 0            | 0            | 4      | 3      | 0      | 1      | 10     | 6      | +4 |
| Totale            | 38    | 23      | 14      | 3       | 6       | 48      | 28      | 19           | 4            | 5            | 10           | 22           | 40           | 42     | 18     | 8      | 16     | 70     | 68     | +2 |

### Andamento in campionato
| Giornata  | 1 | 2 | 3  | 4 | 5 | 6 | 7  | 8  | 9  | 10 | 11 | 12 | 13 | 14 | 15 | 16 | 17 | 18 | 19 | 20 | 21 | 22 | 23 | 24 | 25 | 26 | 27 | 28 | 29 | 30 | 31 | 32 | 33 | 34 | 35 | 36 | 37 | 38 |
| --------- | - | - | -- | - | - | - | -- | -- | -- | -- | -- | -- | -- | -- | -- | -- | -- | -- | -- | -- | -- | -- | -- | -- | -- | -- | -- | -- | -- | -- | -- | -- | -- | -- | -- | -- | -- | -- |
| Luogo     | T | C | T  | C | T | C | T  | C  | T  | C  | C  | T  | C  | T  | C  | T  | C  | T  | C  | C  | T  | C  | T  | C  | T  | C  | T  | C  | T  | T  | C  | T  | C  | T  | C  | T  | C  | T  |
| Risultato | N | V | P  | V | N | N | P  | P  | P  | P  | V  | N  | V  | P  | P  | N  | V  | P  | V  | P  | V  | N  | P  | V  | P  | V  | P  | V  | N  | P  | P  | V  | N  | P  | V  | V  | V  | V  |
| Posizione | 7 | 3 | 10 | 3 | 7 | 5 | 10 | 15 | 17 | 17 | 17 | 15 | 13 | 15 | 16 | 16 | 15 | 15 | 14 | 14 | 14 | 13 | 14 | 13 | 16 | 13 | 13 | 13 | 12 | 13 | 15 | 13 | 13 | 15 | 13 | 12 | 12 | 11 |

Legenda:

Luogo: C = Casa; T = Trasferta. Risultato: V = Vittoria; N = Pareggio; P = Sconfitta.

### Statistiche dei giocatori
| Giocatore       | 2. Bundesliga | 2. Bundesliga | 2. Bundesliga | 2. Bundesliga | Coppa di Germania | Coppa di Germania | Coppa di Germania | Coppa di Germania | Totale   | Totale | Totale      | Totale     |
| Giocatore       | Presenze      | Reti          | Ammonizioni   | Espulsioni    | Presenze          | Reti              | Ammonizioni       | Espulsioni        | Presenze | Reti   | Ammonizioni | Espulsioni |
| --------------- | ------------- | ------------- | ------------- | ------------- | ----------------- | ----------------- | ----------------- | ----------------- | -------- | ------ | ----------- | ---------- |
| D. Bakalorz     | 5             | 0             | 0             | 0             | 0                 | 0                 | 0                 | 0                 | 5        | 0      | 0           | 0          |
| R. Bugla        | 17            | 2             | 1             | 0             | 2                 | 1                 | 0                 | 0                 | 19       | 3      | 1           | 0          |
| G. Grillemeier  | 27            | 17            | 2             | 0             | 3                 | 2                 | 0                 | 0                 | 30       | 19     | 2           | 0          |
| K. Gundersdorff | 27            | 1             | 2             | 1             | 1                 | 0                 | 0                 | 0                 | 28       | 1      | 2           | 1          |
| C. Hallmann     | 22            | 0             | 0             | 0             | 4                 | 0                 | 0                 | 0                 | 26       | 0      | 0           | 0          |
| M. Herget       | 36            | 9             | 6             | 0             | 4                 | 2                 | 0                 | 0                 | 40       | 11     | 6           | 0          |
| J. Kaminsky     | 37            | 2             | 3             | 0             | 3                 | 0                 | 0                 | 0                 | 40       | 2      | 3           | 0          |
| A. Keina        | 13            | 0             | 3             | 0             | 1                 | 0                 | 0                 | 0                 | 14       | 0      | 3           | 0          |
| U. Kempen       | 0             | 0             | 0             | 0             | 0                 | 0                 | 0                 | 0                 | 0        | 0      | 0           | 0          |
| D. Klinger      | 36            | 7             | 3             | 0             | 4                 | 2                 | 0                 | 0                 | 40       | 9      | 3           | 0          |
| T. Lander       | 27            | 1             | 3             | 0             | 3                 | 1                 | 0                 | 0                 | 30       | 2      | 3           | 0          |
| R. Metzger      | 30            | 3             | 2             | 0             | 1                 | 0                 | 0                 | 0                 | 31       | 3      | 2           | 0          |
| I. Pickenäcker  | 22            | 0             | 1             | 0             | 4                 | 0                 | 0                 | 0                 | 26       | 0      | 1           | 0          |
| D. Pusch        | 21            | 0             | 0             | 0             | 3                 | 0                 | 0                 | 0                 | 24       | 0      | 0           | 0          |
| K. Richter      | 35            | 7             | 6             | 0             | 4                 | 0                 | 0                 | 0                 | 39       | 7      | 6           | 0          |
| C. Rolnik       | 19            | 0             | 3             | 0             | 4                 | 0                 | 0                 | 0                 | 23       | 0      | 3           | 0          |
| W. Scholz       | 16            | 0             | 0             | 0             | 0                 | 0                 | 0                 | 0                 | 16       | 0      | 0           | 0          |
| D. Schostock    | 2             | 0             | 0             | 0             | 0                 | 0                 | 0                 | 0                 | 2        | 0      | 0           | 0          |
| J. Sekula       | 4             | 1             | 0             | 0             | 1                 | 0                 | 0                 | 0                 | 5        | 1      | 0           | 0          |
| J. Stemmer      | 7             | 0             | 0             | 0             | 0                 | 0                 | 0                 | 0                 | 7        | 0      | 0           | 0          |
| D. Suchanek     | 23            | 0             | 4             | 0             | 4                 | 0                 | 0                 | 0                 | 27       | 0      | 4           | 0          |
| K. Timmler      | 17            | 4             | 2             | 0             | 3                 | 2                 | 0                 | 0                 | 20       | 6      | 2           | 0          |
| H. Ufer         | 0             | 0             | 0             | 0             | 0                 | 0                 | 0                 | 0                 | 0        | 0      | 0           | 0          |
| T. Ulitzka      | 20            | 1             | 4             | 0             | 1                 | 0                 | 0                 | 0                 | 21       | 1      | 4           | 0          |
| J. Wegmann      | 10            | 4             | 0             | 0             | 0                 | 0                 | 0                 | 0                 | 10       | 4      | 0           | 0          |